# Берналийо (Нью-Мексико)
Берналийо (англ. Bernalillo) — город в штате Нью-Мексико (США). Административный центр округа Сандовал. В 2010 году в городе проживали 8320 человек. Входит в метрополитенский ареал Альбукерке.

## Географическое положение
По данным Бюро переписи населения США город имеет площадь 12,2 квадратных километров. Берналийо расположен на северо-западном склоне гор Сандия, примерно в 25 км к северу от Альбукерке.

## История
Поселение Берналийо было основано на восточном берегу Рио-Гранд в XVI—XVII веках. Оно располагалось на исторической дороге Камино Реал де Тьерра Адентро («Королевская дорога»), которая соответствует современной трассе 66. Территория города перешла к США в 1846 году.

## Население
| Год переписи | Нас. |  | %±     |
| ------------ | ---- |  | ------ |
| 1950         | 1922 |  | —      |
| 1960         | 2574 |  | 33,9%  |
| 1970         | 2016 |  | −21,7% |
| 1980         | 2988 |  | 48,2%  |
| 1990         | 5960 |  | 99,5%  |
| 2000         | 6611 |  | 10,9%  |
| 2010         | 8320 |  | 25,9%  |
| 2016         | 9202 |  | 10,6%  |

По данным переписи 2010 года население Берналийо составляло 8320 человек (из них 50,5 % мужчин и 49,5 % женщин), в городе было 2952 домашних хозяйства и 2080 семей. Расовый состав: белые — 63,2 %. 69,8 % имеют латиноамериканское происхождение.
Население города по возрастному диапазону по данным переписи 2010 года распределилось следующим образом: 24,2 % — жители младше 18 лет, 4,1 % — между 18 и 21 годами, 58,3 % — от 21 до 65 лет и 13,4 % — в возрасте 65 лет и старше. Средний возраст населения — 38,8 года. На каждые 100 женщин в Берналийо приходилось 102,0 мужчин, при этом на 100 совершеннолетних женщин приходилось уже 100,7 мужчин сопоставимого возраста.
Из 2952 домашних хозяйств 70,5 % представляли собой семьи: 47,3 % совместно проживающих супружеских пар (17,4 % с детьми младше 18 лет); 15,8 % — женщины, проживающие без мужей и 7,4 % — мужчины, проживающие без жён. 29,5 % не имели семьи. В среднем домашнее хозяйство ведут 2,65 человека, а средний размер семьи — 3,15 человека. В одиночестве проживали 24,5 % населения, 9,1 % составляли одинокие пожилые люди (старше 65 лет).

## Экономика
В 2016 году из 7461 человек старше 16 лет имели работу 3235. При этом мужчины имели медианный доход в 34 521 долларов США в год против 32 314 долларов среднегодового дохода у женщин. В 2016 году медианный доход на семью оценивался в 51 359 $, на домашнее хозяйство — в 41 219 $. Доход на душу населения — 22 332 $ в год. 16,4 % от всего числа семей в Берналийо и 19,0 % от всей численности населения находилось на момент переписи за чертой бедности.